# LO-sektion
LO-sektion kallas från 1977 det gemensamma organet för LO-anslutna löntagare på kommunal nivå. Det tidigare namnet var Facklig Centralorganisation, FCO.